# Emmelia
Emmelia is een geslacht van vlinders uit de familie van de uilen (Noctuidae). De wetenschappelijke naam van dit geslacht is voor het eerst voorgesteld door Jacob Hübner in een publicatie uit 1821.

## Soorten
- Emmelia amarei (Hacker, Legrain & Fibiger, 2010)
- Emmelia antica (Walker, 1862)
- Emmelia apatelia (Swinhoe, 1907)
- Emmelia atripars (Hampson, 1914)
- Emmelia aureola (Hacker, 2007)
- Emmelia aurivillii (Hacker, Legrain & Fibiger, 2010)
- Emmelia basifera (Walker, 1857)
- Emmelia bellula (Hacker, Legrain & Fibiger, 2010)
- Emmelia bethunebakeri (Hacker, Legrain & Fibiger, 2010)
- Emmelia bicolora Leech, 1889
- Emmelia bidentata (Hampson, 1902)
- Emmelia binominata (Butler, 1892)
- Emmelia buchsbaumi (Hacker, Legrain & Fibiger, 2008)
- Emmelia burmana (Swinhoe, 1905)
- Emmelia callima (Bethune-Baker, 1911)
- Emmelia citrelinea (Bethune-Baker, 1911)
- Emmelia clerana (Lower, 1902)
- Emmelia conifrons (Aurivillius, 1879)
- Emmelia crocata (Guenée, 1852)
- Emmelia delphinensis (Viette, 1968)
- Emmelia detrita (Butler, 1886)
- Emmelia detritoides (Hacker, Legrain & Fibiger, 2008)
- Emmelia dichroa (Hampson, 1914)
- Emmelia eburnea (Hacker, 2010)
- Emmelia ectorrida (Hampson, 1916)
- Emmelia elaeoa (Hampson, 1910)
- Emmelia erythrochrysa Hacker, Fiebig & Stadie, 2022
- Emmelia esperiana (Hacker, Legrain & Fibiger, 2008)
- Emmelia fastrei (Hacker, Legrain & Fibiger, 2008)
- Emmelia feae (Berio, 1937)
- Emmelia flavitermina (Hampson, 1902)
- Emmelia fuscoalba (Hacker, Legrain & Fibiger, 2010)
- Emmelia gagites (Warren, 1913)
- Emmelia guttifera (Felder & Rogenhofer, 1875)
- Emmelia hemiselenias (Hampson, 1918)
- Emmelia hemixanthia (Hampson, 1910)
- Emmelia homonyma (Hacker, Legrain & Fibiger, 2010)
- Emmelia imitatrix (Wallengren, 1856)
- Emmelia karachiensis (Swinhoe, 1890)
- Emmelia lanzai (Berio, 1985)
- Emmelia lunana (Fabricius, 1794)
- Emmelia luteola (Saalmüller, 1891)
- Emmelia manakhana (Hacker, Legrain & Fibiger, 2010)
- Emmelia marmoralis (Fabricius, 1794)
- Emmelia mascheriniae (Berio, 1985)
- Emmelia melaena (Hampson, 1899)
- Emmelia mineti (Hacker, 2011)
- Emmelia natalis (Guenée, 1852)
- Emmelia nephele (Hampson, 1911)
- Emmelia nivipicta (Butler, 1886)
- Emmelia notha (Hacker, Legrain & Fibiger, 2008)
- Emmelia nubila (Hampson, 1910)
- Emmelia nubilata (Hampson, 1902)
- Emmelia obliqua (Hacker, Legrain & Fibiger, 2008)
- Emmelia paraalba (Hacker, Legrain & Fibiger, 2010)
- Emmelia philbyi (Wiltshire, 1988)
- Emmelia praealba (Hacker, Legrain & Fibiger, 2010)
- Emmelia purpurata (Hacker, Legrain & Fibiger, 2010)
- Emmelia purpureofacta (Hacker, Legrain & Fibiger, 2010)
- Emmelia rigatoi (Hacker, Legrain & Fibiger, 2008)
- Emmelia robertbecki (Hacker, Legrain & Fibiger, 2010)
- Emmelia saldaitis (Hacker, Legrain & Fibiger, 2010)
- Emmelia schreieri (Hacker, Legrain & Fibiger, 2010)
- Emmelia semialba (Hampson, 1910)
- Emmelia semipallida (Warren, 1913)
- Emmelia sexpunctata (Fabricius, 1794)
- Emmelia simplicior Hacker, 2022
- Emmelia stassarti (Hacker, Legrain & Fibiger, 2008)
- Emmelia szunyoghyi (Hacker, Legrain & Fibiger, 2010)
- Emmelia tanzaniae (Hacker, Legrain & Fibiger, 2010)
- Emmelia thapsina (Turner, 1902)
- Emmelia tinctilis (Wallengren, 1875)
- Emmelia torrefacta (Distant, 1898)
- Emmelia trabealis (Scopoli, 1763) - panteruiltje
- Emmelia veroxanthia (Hacker, Legrain & Fibiger, 2008)
- Emmelia viridisquama Guenée, 1852
- Emmelia wallaceana (Hacker, Legrain & Fibiger, 2008)